# Alseuosmiaceae
Alseuosmiaceae é uma família de plantas angiospérmicas (plantas com flor - divisão Magnoliophyta), pertencente à ordem Asterales.
A ordem à qual pertence esta família está por sua vez incluida na classe Magnoliopsida (Dicotiledóneas): desenvolvem portanto embriões com dois ou mais cotilédones.

## Gêneros
A família Alseuosmiaceae possui 2 gêneros reconhecidos atualmente.
- Alseuosmia
- Crispiloba